# Terremoto de Christchurch de 2010
El terremoto de Christchurch de 2010 (también conocido como terremoto de Canterbury y terremoto de Darfield) fue un terremoto de 7,1 grados de magnitud, que azotó la Isla Sur de Nueva Zelanda a las 4:35 de la mañana del 4 de septiembre de 2010, hora local (16:35 UTC 3 de septiembre). Se produjeron grandes daños y varios cortes de energía, particularmente en la ciudad de Christchurch. Dos residentes resultaron heridos de gravedad, uno por la caída de una chimenea y otro por el corte con un vidrio. Una persona murió de un ataque al corazón, si bien este caso podría no estar directamente relacionado con el terremoto.
El epicentro del terremoto se situó a 40 kilómetros (25 millas) al oeste de Christchurch, cerca del pueblo de Darfield. El hipocentro se encontraba a una profundidad de 40 km. Un preludio de magnitud aproximada 5,3 golpeó unos cinco segundos antes del sismo principal, y fuertes réplicas se reportaron posteriormente, de una magnitud de hasta 4,9. El primer terremoto duró unos 40 segundos, y fue sentido ampliamente en toda la Isla Sur, y en la Isla del Norte hasta el norte de New Plymouth. Debido a que el epicentro se encontraba en tierra lejos de la costa, no se produjo ningún maremoto.
El Centro Nacional de Gestión de Crisis, con base en Wellington, fue activada, y la Defensa Civil declaró el estado de emergencia en Christchurch, el distrito de Selwyn, y el distrito de Waimakariri, mientras que, por su parte, los distritos de Selwyn y Waimakariri y la ciudad de Timaru activaron sus centros de operaciones de emergencia. Un toque de queda fue establecido en el sector céntrico de Christchurch entre las 7 de la tarde y las 7 de la mañana, en respuesta al terremoto. El ejército de Nueva Zelanda fue desplegado en las zonas más afectadas, en Canterbury.

## Imágenes

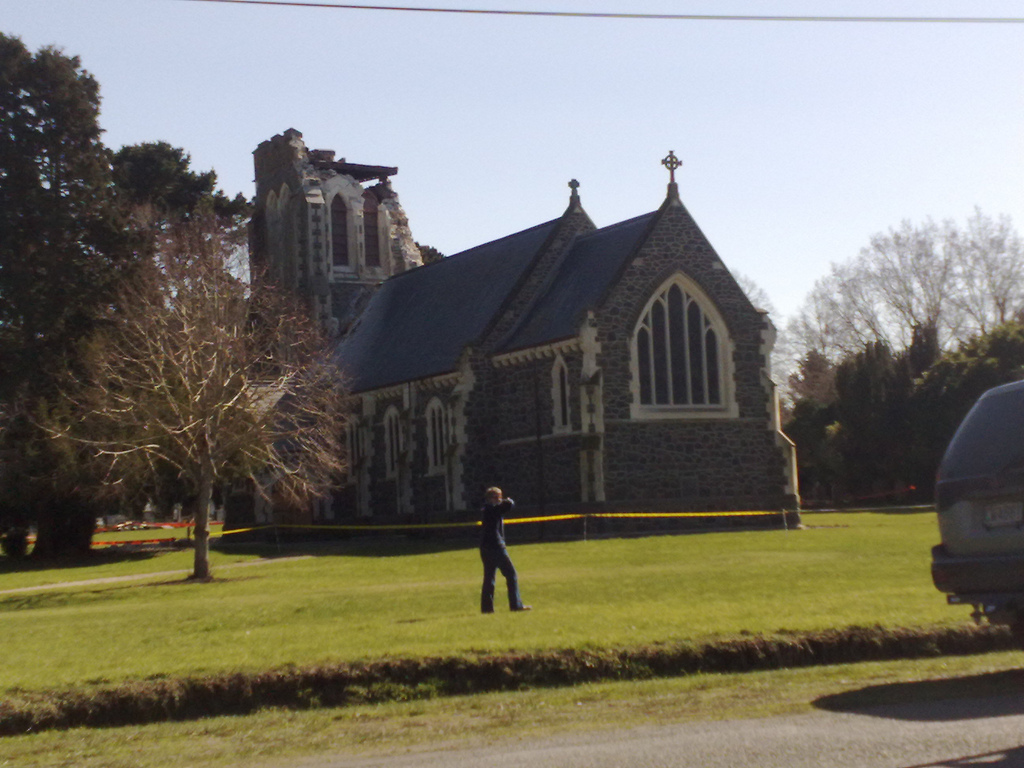
Iglesia de Hororata en Christchurch, con su torre derrumbada.
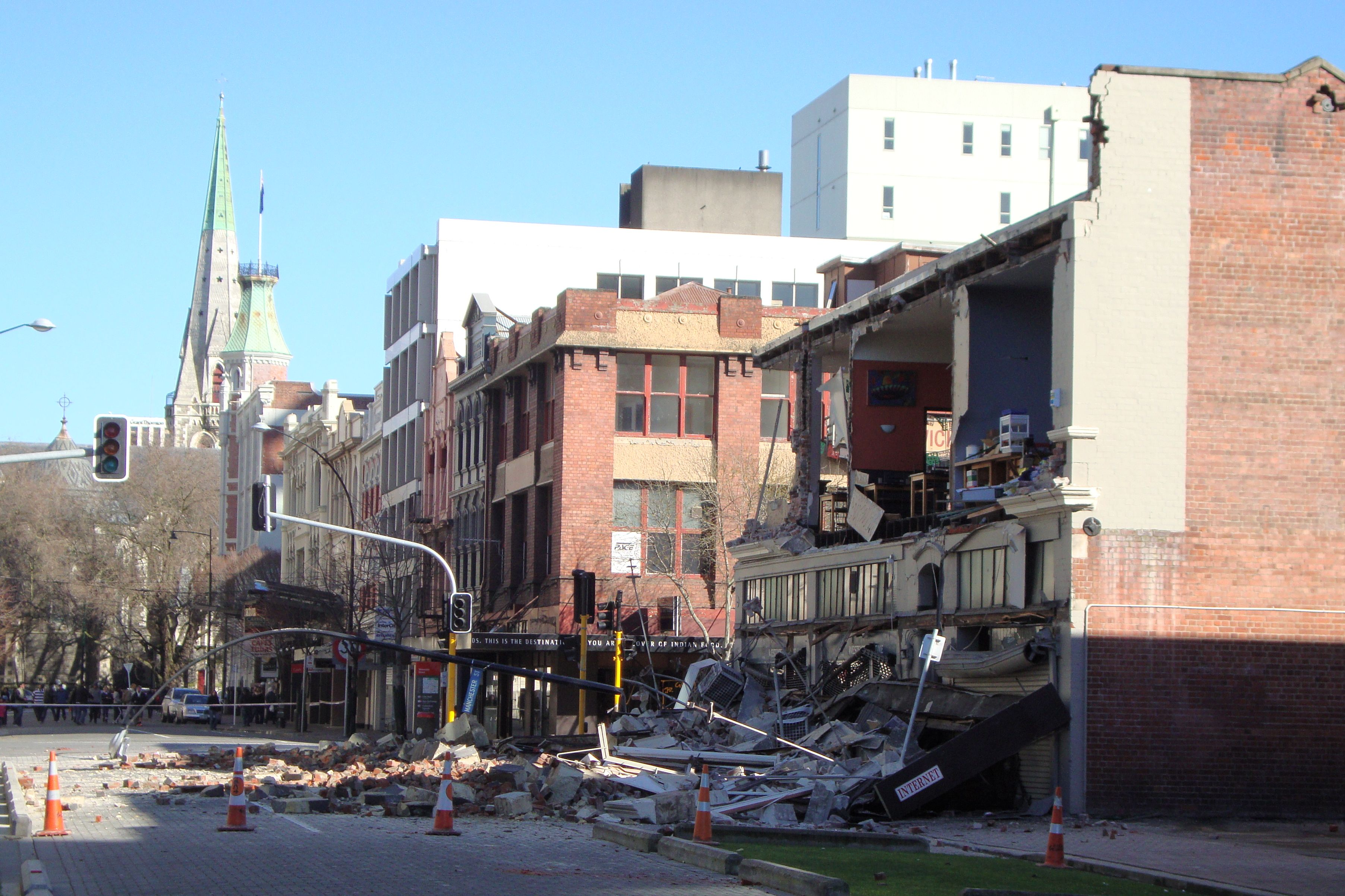
Edificios caídos en Christchurch.
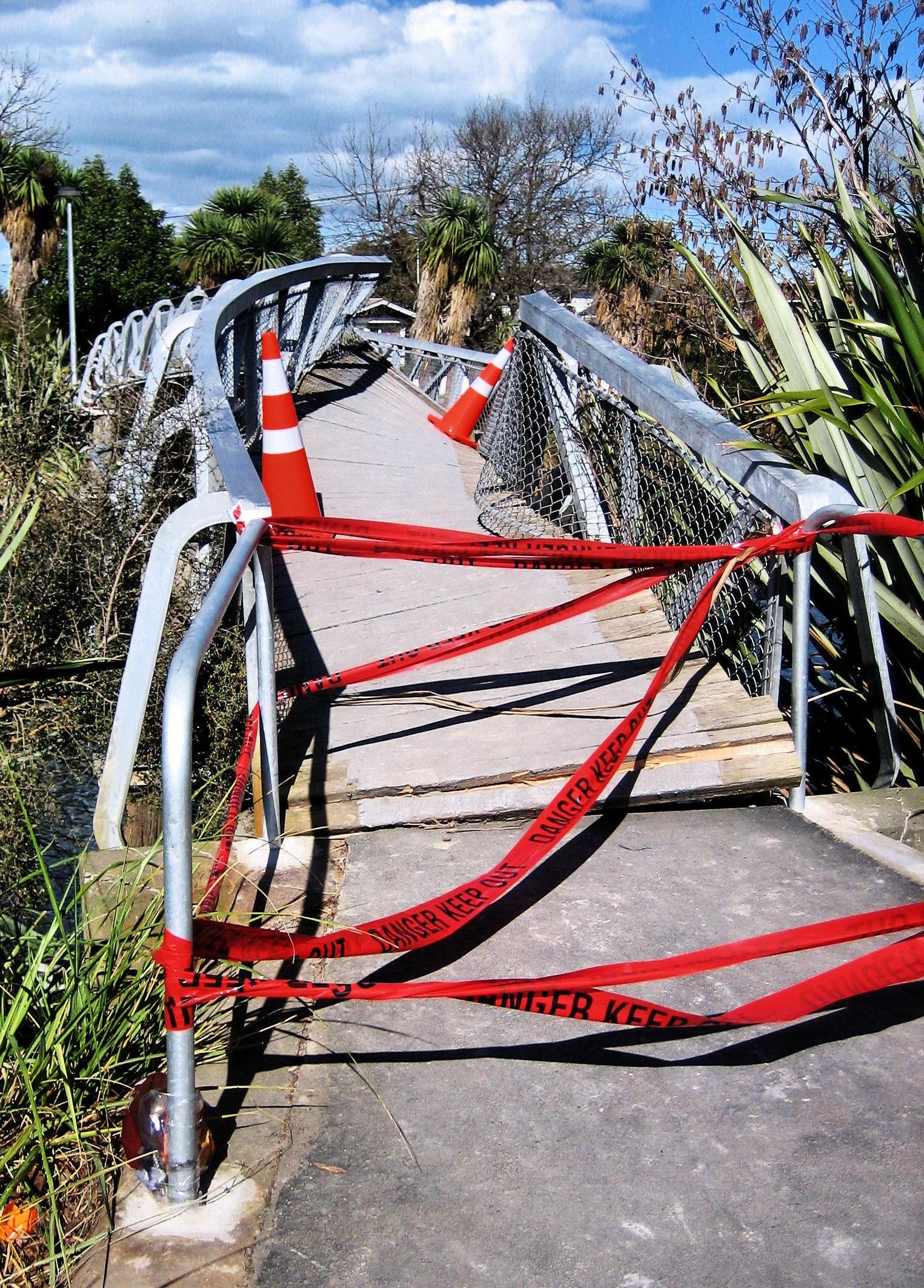
Puente sobre el río Avon.